# Giuseppe Cangiullo
Giuseppe Cangiullo (fl. XX secolo) è stato un calciatore italiano, di ruolo portiere, pioniere del calcio partenopeo.

## Biografia
Nato da una famiglia di noti artigiani in legno, Pepèn aveva dieci fratelli, di cui otto erano maschi. Tra di essi il celebre pittore e scrittore Francesco Cangiullo e Pasqualino (1900-1975).

## Carriera
Giocò ininterrottamente in massima serie con Internazionale Napoli, Savoia di Torre Annunziata e Bagnolese collezionando 37 presenze.

## Statistiche

### Presenze e reti nei club
| Stagione                     | Squadra                      | Campionato                   | Campionato | Campionato | Coppe nazionali | Coppe nazionali | Coppe nazionali | Altre coppe | Altre coppe | Altre coppe | Totale | Totale |
| Stagione                     | Squadra                      | Comp                         | Pres       | Reti       | Comp            | Pres            | Reti            | Comp        | Pres        | Reti        | Pres   | Reti   |
| ---------------------------- | ---------------------------- | ---------------------------- | ---------- | ---------- | --------------- | --------------- | --------------- | ----------- | ----------- | ----------- | ------ | ------ |
| 1909-1910                    | Audacia Napoli               | TC                           |            |            |                 |                 |                 |             |             |             | ?      | ?      |
| 1911-1912                    | Internazionale Napoli        | SC                           | ?          | ?          |                 |                 |                 |             |             |             | ?      | ?      |
| 1912-1913                    | Internazionale Napoli        | PC                           | 2          | -5         |                 |                 |                 |             |             |             | 2      | -5     |
| 1913-1914                    | Internazionale Napoli        | PC                           | 4          | -11        |                 |                 |                 |             |             |             | 4      | -11    |
| 1914-1915                    | Internazionale Napoli        | PC                           | 1+         | ?          |                 |                 |                 |             |             |             | 1+     | ?      |
| 1919-1920                    | Internazionale Napoli        | PC                           | 9          | -16        |                 |                 |                 |             |             |             | 9      | -16    |
| 1920-1921                    | Internazionale Napoli        | PC                           | 11         | -13        |                 |                 |                 |             |             |             | 11     | -13    |
| Totale Internazionale Napoli | Totale Internazionale Napoli | Totale Internazionale Napoli | 27+        | -45        |                 |                 |                 |             |             |             | 27+    | -45    |
| 1921-1922                    | Savoia                       | PD                           | 7          | -5         |                 |                 |                 |             |             |             | 7      | -5     |
| 1922-1923                    | U.S. Bagnolese               | PD                           | 2          | -3         |                 |                 |                 |             |             |             | 2      | -3     |
| 1923-1924                    | U.S. Bagnolese               | PD                           | 1          | -1         |                 |                 |                 |             |             |             | 1      | -1     |
| Totale Bagnolese             | Totale Bagnolese             | Totale Bagnolese             | 3          | -4         |                 |                 |                 |             |             |             | 3      | -4     |
| Totale Carriera              | Totale Carriera              | Totale Carriera              | 37+        | -54        |                 |                 |                 |             |             |             | 37+    | -54    |